# Chessmaster
Chessmaster es un programa de ajedrez (programa que juega al ajedrez), desarrollado por Ubisoft. El programa incluye diferentes tutoriales para las personas con distintos niveles de juego.
La saga Chessmaster comenzó en el año 1986 con la publicación del programa Chessmaster 2000. Fue publicado para Amiga, Apple II, Atari 8-bits, Atari ST, Commodore 64 y DOS. En 1991 se publicó Chessmaster 3000 para Windows 3.x, y en 1995 para PlayStation. La versión más reciente es Chessmaster XI, publicada en 2007.
El motor de ajedrez de Chessmaster se llama The King, y fue programado por Johan de Koning, procedente de los Países Bajos. En julio de 2005, la Swedish Chess Computer Association (SSDF) publicó un listado de clasificación de todos los programas de ajedrez en el cual, Chessmaster 9000 figuraba con un Elo de 2715 en un AMD Athlon-1200. Según aquella lista, y si se descartaban las múltiples versiones de otros programas de ajedrez, el Chessmaster 9000 era el octavo motor de ajedrez más fuerte del mundo.
El motor The King permitió que los usuarios pudieran crear estilos de juego (también llamados personalidades) para manipular los diversos parámetros del programa, como la seguridad del rey, los peones aislados o doblados, la movilidad de las piezas, y muchos más. Además, el valor de las piezas se puede modificar. Chessmaster 9000  viene con 150 personalidades distintas, desde el nivel de un Gran Maestro, hasta el nivel mono, llamado así a la elección al azar de los movimientos.
La opción de las personalidades inspiró a muchos aficionados de los programas de ajedrez para que encontraran personalidades óptimas.
Chessmaster 9000 derrotó al campeón de los Estados Unidos, el GM Larry Christiansen en un match de cuatro partidas, jugado en septiembre de 2002. Chessmaster ganó por 2.5-1.5. John Merlino, el mánager de Chessmaster por aquel entonces, manejó el programa. Para el encuentro se usaron cuatro personalidades diferentes, las tres primeras se basaron en famosos grandes maestros: Alexander Alekhine, Bobby Fischer, y Mijaíl Botvínnik. Para la última partida se usó la personalidad de "Chessmaster" por defecto. Larry Christiansen ganó la primera partida, perdió la segunda y la tercera, y empató en el último encuentro.